# Овсяницы (Палехский район)
Овся́ницы — деревня в Палехском районе Ивановской области. Входит в Раменское сельское поселение.

## География
Находится в западной части Палехского района, в 13,2 км к западу от Палеха (17,3 км по автодорогам). Примыкает к более крупному селу Клетино.

## История
В 2005—2009 деревня относилась к Клетинскому сельскому поселению, администрация которого находилась в Овсяницах.

## Население
| 1859 | 1905 | 2010 |
| ---- | ---- | ---- |
| 172  | ↘170 | ↘57  |